# Wężewo (powiat Olecki)
Wężewo (Duits: Wensöwen; 1938-1945: Eibenau) is een plaats in het Poolse woiwodschap Ermland-Mazurië, gelegen in het district Olecki. De plaats maakt deel uit van de landgemeente Kowale Oleckie.